# Квадво Дуа
Квадво Дуа (нім. Kwadwo Duah, нар. 24 лютого 1997, Лондон) — швейцарський футболіст, нападник болгарського клубу «Лудогорець».
Виступав, зокрема, за клуби «Янг Бойз», «Серветт» та «Нюрнберг», а також національну збірну Швейцарії.
Чемпіон Болгарії. Володар Суперкубка Болгарії.

## Клубна кар'єра
Народився 24 лютого 1997 року в місті Лондон. Вихованець футбольної школи клубу «Янг Бойз». Дорослу футбольну кар'єру розпочав 2016 року в основній команді того ж клубу, в якій провів один сезон, взявши участь у 6 матчах чемпіонату. 
Згодом з 2017 по 2018 рік грав у складі команд «Ксамакс» та «Вінтертур».
Своєю грою за останню команду привернув увагу представників тренерського штабу клубу «Серветт», до складу якого приєднався на умовах оренди 2018 року. Відіграв за женевську команду наступний сезон своєї ігрової кар'єри.
Протягом 2019—2022 років захищав кольори клубів «Віль» та «Санкт-Галлен».
У 2022 році уклав контракт з клубом «Нюрнберг», у складі якого провів наступний рік своєї кар'єри гравця. Більшість часу, проведеного у складі «Нюрнберга», був основним гравцем атакувальної ланки команди. У складі «Нюрнберга» був одним з головних бомбардирів команди, маючи середню результативність на рівні 0,33 гола за гру першості.
До складу клубу «Лудогорець» приєднався 2023 року. 

## Виступи за збірні
У 2014 році дебютував у складі юнацької збірної Швейцарії (U-18), загалом на юнацькому рівні взяв участь у 14 іграх, відзначившись 3 забитими голами.
У 2024 році дебютував в офіційних матчах у складі національної збірної Швейцарії.

## Титули і досягнення
- Чемпіон Болгарії (2):

«Лудогорець»: 2023-24, 2024-25
- Володар Суперкубка Болгарії (2):

«Лудогорець»: 2023, 2024
- Володар Кубка Болгарії (1):

«Лудогорець»: 2024-25